# 1000-Meilen-Rennen von Sebring 2019

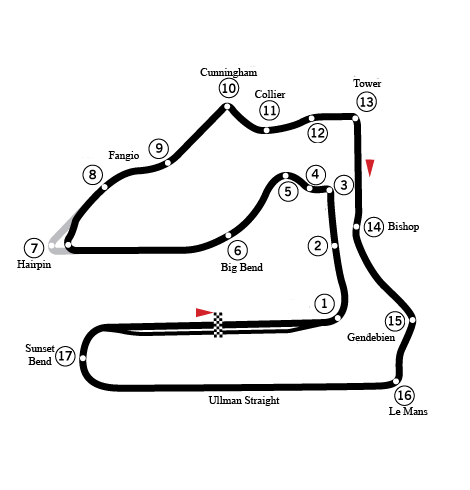
Sebring International Raceway Streckenlayout

Das erste 1000-Meilen-Rennen von Sebring, auch 1000 Miles of Sebring, fand am 15. März 2019 auf dem Sebring International Raceway statt und war der sechste Wertungslauf der FIA-Langstrecken-Weltmeisterschaft 2018/19.

## Vor dem Rennen

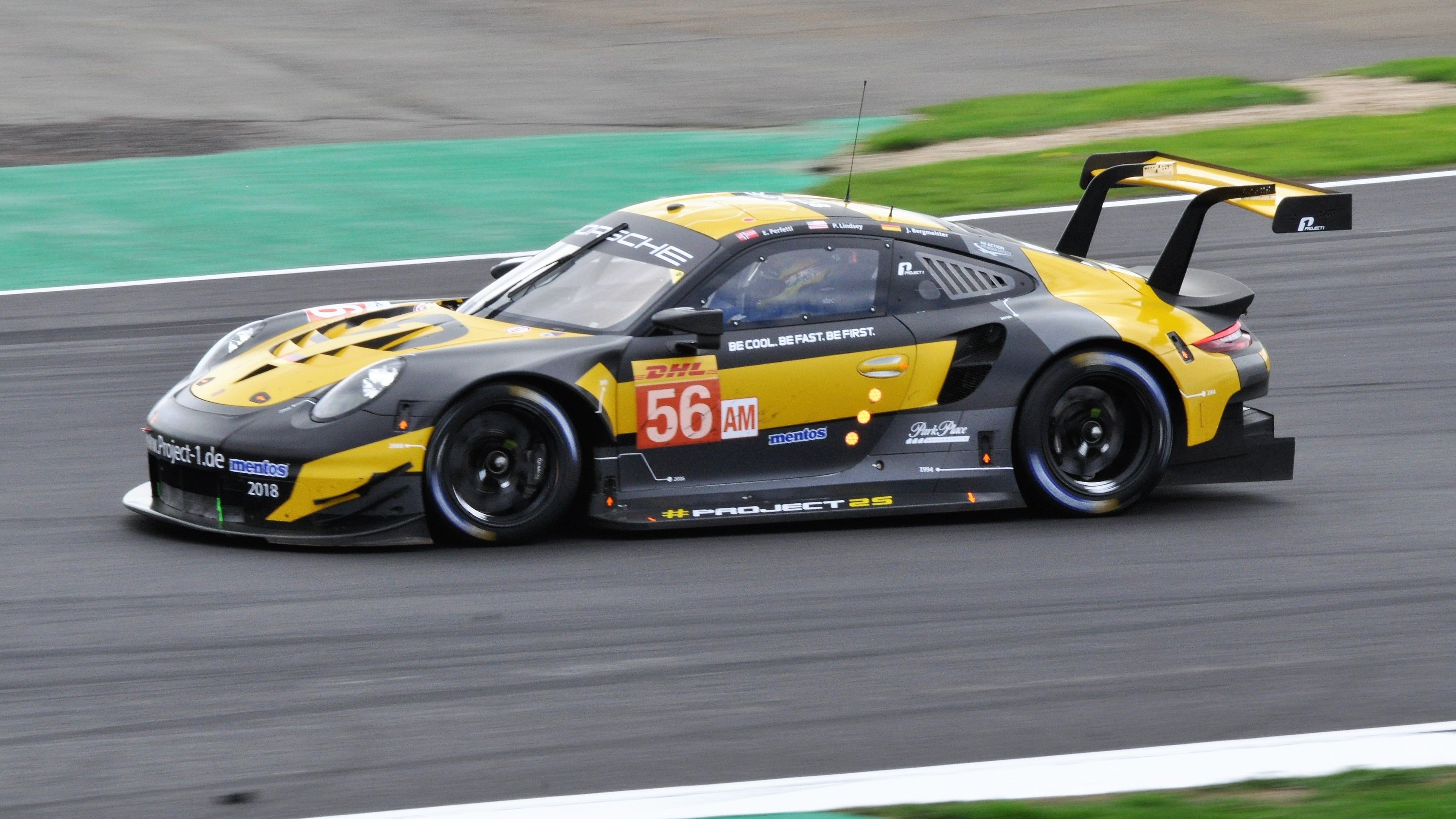
Der Porsche des Team Project 1 brannte bei den Testfahrten komplett aus.

In der vor dem Rennen von der FIA veröffentlichten Meldeliste fehlte für das 1000-Meilen-Rennen von Sebring der ENSO CLM P1/01 vom ByKolles Racing Team. Wegen Problemen mit einem Zulieferer wurde das Rennen ausgelassen. Die Kolles-Mannschaft plante beim nächsten Rennen in Spa-Francorchamps wieder anzutreten. Wie in Shanghai setzte Corvette Racing wieder als Gaststarter eine Corvette C7.R in der LMGTE Pro Klasse ein.
Vor dem Rennen fanden am 9. und 10. März offizielle Testfahrten statt. Während des zweiten Testtages fing der vor dem Rennen in der LMGTE-Am-Klasse führende Porsche 911 RSR von Jörg Bergmeister Feuer und brannte komplett aus. Das Team konnte jedoch ein eigentlich für die European Le Mans Series vorgesehenes Chassis von Porsche einfliegen lassen und sowohl an der Qualifikation als auch am Rennen teilnehmen.
Da das Rennen am gleichen Wochenende wie das 12-Stunden-Rennen von Sebring 2019 stattfand, wurden die beiden Veranstaltungen als SuperSebring-Wochenende beworben.
Die Qualifikationssitzung der zwei Gran-Turismo-Klassen startete in der Nacht um 21:30 Uhr Ortszeit. Die Sitzung wurde acht Minuten vor Ende mit einer roten Flagge unterbrochen, nachdem Luís Pérez Companc in die Leitplanken eingeschlagen war. In den beiden Klassen gab es jeweils die besten Startpositionen für Fahrzeuge von Porsche: Kevin Estre erreichte in der Profiklasse die Pole-Position, während in der Amateurklasse der Porsche von Dempsey-Proton Racing an erster Stelle stand.
In der LMP1-Klasse trugen den Kampf um die Pole-Position erwartungsgemäß die beiden Toyota TS050 aus. Da José María López von der Strecke abgekommen war, erzielten Fernando Alonso und Kazuki Nakajima die Pole-Position. Den dritten Startplatz erlangte der BR Engineering BR1 mit der Nummer 17 von SMP Racing, allerdings wurde diese Zeit gestrichen und der Rebellion R13 mit der Nummer 3 rückte auf den 3. Startplatz vor. Die schnellsten Zeiten in der LMP2-Klasse fuhren die beiden Oreca 07 vom Jackie Chan DC Racing Team.

## Das Rennen
Nach einem Unfall des Ferrari 488 GTE von Clearwater Racing in der Qualifikation konnte das Team das Fahrzeug nicht mehr bis zum Rennen reparieren. Somit gingen nur 33 Fahrzeuge an den Start. Pünktlich um 16:00 Uhr Ortszeit, bei strahlendem Sonnenschein, begann das Rennen. Erwartungsgemäß konnten nach dem Start die beiden Hybrid-Toyota ihre Führung schnell ausbauen. Nach wenig mehr als einer Rennstunde kam der Ford GT mit der Nummer 66 an die Box. Ein notwendiger Wechsel der Lichtmaschine kostete das Team 9 Runden und damit die Hoffnung auf ein gutes Gesamtergebnis. Am Ende kam der Wagen als vorletzter ins Ziel. Auch der Oreca 07, mit der Nummer 38, vom Jackie Chan DC Racing musste nach Problemen mit der Gangschaltung in die Box. Nachdem der Himmel sich immer mehr bewölkt hatte, fing es nach knapp zwei Stunden Renndauer an zu regnen. Auf nasser Strecke verunglückte Egor Orudzhev im BR Engineering BR1 vom SMP Racing Team in der ersten Kurve und konnte das Rennen nicht wieder aufnehmen; es folgte eine Safety-Car-Phase.
Das Rennen wurde entsprechend dem Reglement nach 8 Stunden und 1523,06 Kilometer Renndistanz beendet. Die Distanz von 1000 Meilen wurde durch den Safety-Car-Einsatz und einige Code-80-Zonen nicht erreicht. Sébastien Buemi, Kazuki Nakajima und Fernando Alonso gewannen das Rennen mit einer Runde Vorsprung vor dem Schwesterfahrzeug. Auf den dritten Platz kam mit 11 Runden Rückstand der BR Engineering BR1 mit der Nummer 11 von SMP Racing. Klassensieger in der LMP2-Klasse wurde der Oreca 07 vom Jackie Chan DC Racing Team mit Hansson, King und Stevens vor dem Alpine A470 mit der Nummer 36. In der LMGTE-Pro-Klasse gewann der Porsche von Lietz und Bruni. Ebenfalls ein Porsche gewann in der LMGTE-Am-Klasse; hier siegten Ried, Andlauer und Campbell vom Dempsey-Proton Racing Team.

## Ergebnisse

### Schlussklassement
| Pos.            | Klasse    | Nr. | Team                      | Fahrer                                                  | Fahrzeug                 | Runden |
| --------------- | --------- | --- | ------------------------- | ------------------------------------------------------- | ------------------------ | ------ |
| 1               | LMP1      | 8   | Toyota Gazoo Racing       | Sébastien Buemi Kazuki Nakajima Fernando Alonso         | Toyota TS050 Hybrid      | 253    |
| 2               | LMP1      | 7   | Toyota Gazoo Racing       | Mike Conway Kamui Kobayashi José María López            | Toyota TS050 Hybrid      | 252    |
| 3               | LMP1      | 11  | SMP Racing                | Mikhail Aleshin Vitaly Petrov Brendon Hartley           | BR Engineering BR1       | 242    |
| 4               | LMP2      | 37  | Jackie Chan DC Racing     | David Heinemeier Hansson Jordan King Will Stevens       | Oreca 07                 | 239    |
| 5               | LMP2      | 36  | Signatech Alpine Matmut   | Nicolas Lapierre André Negrão Pierre Thiriet            | Alpine A470              | 239    |
| 6               | LMP2      | 31  | Dragonspeed               | Roberto Gonzalez Pastor Maldonado Anthony Davidson      | Oreca 07                 | 237    |
| 7               | LMP1      | 3   | Rebellion Racing          | Thomas Laurent Gustavo Menezes Nathanael Berthon        | Rebellion R13            | 237    |
| 8               | LMP2      | 50  | Larbre Compétition        | Erwin Creed Romano Ricci Gunnar Jeannette               | Ligier JS P217           | 234    |
| 9               | LMP2      | 29  | Racing Team Nederland     | Frits van Eerd Giedo van der Garde Nyck de Vries        | Dallara P217             | 230    |
| 10              | LMGTE Pro | 91  | Porsche GT Team           | Richard Lietz Gianmaria Bruni                           | Porsche 911 RSR          | 226    |
| 11              | LMGTE Pro | 81  | BMW Team MTEK             | Martin Tomczyk Nicky Catsburg Alexander Sims            | BMW M8 GTE               | 226    |
| 12              | LMGTE Pro | 67  | Ford Chip Ganassi Team UK | Andy Priaulx Harry Tincknell Jonathan Bomarito          | Ford GT                  | 225    |
| 13              | LMGTE Pro | 51  | AF Corse                  | Alessandro Pier Guidi James Calado Daniel Serra         | Ferrari 488 GTE EVO      | 225    |
| 14              | LMGTE Pro | 92  | Porsche GT Team           | Michael Christensen Kévin Estre                         | Porsche 911 RSR          | 225    |
| 15              | LMGTE Pro | 71  | AF Corse                  | Davide Rigon Sam Bird Miguel Molina                     | Ferrari 488 GTE EVO      | 225    |
| 16              | LMGTE Pro | 82  | BMW Team MTEK             | António Félix da Costa Tom Blomqvist                    | BMW M8 GTE               | 225    |
| 17              | LMGTE Pro | 63  | Corvette Racing - GM      | Jan Magnussen Antonio García Mike Rockenfeller          | Chevrolet Corvette C7.R  | 109    |
| 18              | LMGTE Pro | 97  | Aston Martin Racing       | Alex Lynn Maxime Martin                                 | Aston Martin Vantage AMR | 224    |
| 19              | LMGTE Pro | 95  | Aston Martin Racing       | Marco Sørensen Nicki Thiim Darren Turner                | Aston Martin Vantage AMR | 224    |
| 20              | LMGTE Am  | 77  | Dempsey-Proton Racing     | Christian Ried Julien Andlauer Matt Campbell            | Porsche 911 RSR          | 221    |
| 21              | LMGTE Am  | 54  | Spirit of Race            | Thomas Flohr Francesco Castellacci Giancarlo Fisichella | Ferrari 488 GTE          | 221    |
| 22              | LMGTE Am  | 56  | Team Project 1            | Jörg Bergmeister Patrick Lindsey Egidio Perfetti        | Porsche 911 RSR          | 221    |
| 23              | LMGTE Am  | 86  | Gulf Racing UK            | Mike Wainwright Ben Barker Thomas Preining              | Porsche 911 RSR          | 221    |
| 24              | LMGTE Am  | 70  | MR Racing                 | Motoaki Ishikawa Olivier Beretta Eddie Cheever III      | Ferrari 488 GTE          | 220    |
| 25              | LMGTE Am  | 90  | TF Sport                  | Salih Yoluç Jonny Adam Charlie Eastwood                 | Aston Martin Vantage     | 220    |
| 26              | LMGTE Am  | 88  | Dempsey-Proton Racing     | Giorgio Roda Gianluca Roda Matteo Cairoli               | Porsche 911 RSR          | 219    |
| 27              | LMGTE Am  | 98  | Aston Martin Racing       | Paul Dalla Lana Pedro Lamy Mathias Lauda                | Aston Martin Vantage     | 219    |
| 28              | LMGTE Pro | 66  | Ford Chip Ganassi Team UK | Stefan Mücke Olivier Pla Billy Johnson                  | Ford GT                  | 216    |
| 29              | LMP2      | 38  | Jackie Chan DC Racing     | Ho-Pin Tung Gabriel Aubry Stéphane Richelmi             | Oreca 07                 | 209    |
| Nicht Klassiert |           |     |                           |                                                         |                          |        |
| 30              | LMP2      | 28  | TDS Racing                | François Perrodo Matthieu Vaxivière Loïc Duval          | Oreca 07                 | 232    |
| 31              | LMP1      | 17  | SMP Racing                | Stéphane Sarrazin Egor Orudzhev Sergei Sirotkin         | BR Engineering BR1       | 62     |
| Ausgefallen     |           |     |                           |                                                         |                          |        |
| 32              | LMP1      | 10  | Dragonspeed               | Henrik Hedman Ben Hanley Renger van der Zande           | BR Engineering BR1       | 143    |
| 33              | LMP1      | 1   | Rebellion Racing          | Mathias Beche Neel Jani Bruno Senna                     | Rebellion R13            | 138    |

### Nur in der Meldeliste
Hier finden sich Teams, Fahrer und Fahrzeuge, die ursprünglich für das Rennen gemeldet waren, aber aus den unterschiedlichsten Gründen daran nicht teilnahmen.
| Pos. | Klasse   | Nr. | Team              | Fahrer                                          | Chassis         |
| ---- | -------- | --- | ----------------- | ----------------------------------------------- | --------------- |
| 34   | LMGTE Am | 61  | Clearwater Racing | Luís Pérez Companc Matteo Cressoni Matt Griffin | Ferrari 488 GTE |

### Klassensieger
| Klasse    | Fahrer                   | Fahrer          | Fahrer          | Fahrzeug            | Platzierung im Gesamtklassement |
| --------- | ------------------------ | --------------- | --------------- | ------------------- | ------------------------------- |
| LMP1      | Sébastien Buemi          | Kazuki Nakajima | Fernando Alonso | Toyota TS050 Hybrid | Gesamtsieg                      |
| LMP2      | David Heinemeier Hansson | Jordan King     | Will Stevens    | Oreca 07            | Rang 4                          |
| LMGTE Pro | Richard Lietz            | Gianmaria Bruni |                 | Porsche 911 RSR     | Rang 10                         |
| LMGTE Am  | Christian Ried           | Julien Andlauer | Matt Campbell   | Porsche 911 RSR     | Rang 20                         |

### Renndaten
- Gemeldet: 34
- Gestartet: 33
- Gewertet: 29
- Rennklassen: 4
- Zuschauer: unbekannt
- Wetter am Renntag: Wechselhaft, regnerisch
- Streckenlänge: 6,020 km
- Fahrzeit des Siegerteams: 8:00:38.186 Stunden
- Gesamtrunden des Siegerteams: 253
- Gesamtdistanz des Siegerteams: 1.523,06 km
- Siegerschnitt: unbekannt
- Pole Position: Fernando Alonso & Kazuki Nakajima – Toyota TS050 Hybrid (#8) – 1:40.318[5]
- Schnellste Rennrunde: Fernando Alonso – Toyota TS050 Hybrid (#8) – 1:40,124[6]
- Rennserie: 6. Lauf zur FIA-Langstrecken-Weltmeisterschaft 2018/19